# Racionalismo clássico
O Grande Racionalismo Clássico foi um momento da Filosofia moderna marcado por três grandes mudanças intelectuais do século XVII a meados do século XVIII.

## Primeira Mudança Intelectual
Aquela conhecida como o “surgimento do sujeito do conhecimento”, isto é, a Filosofia, em lugar de começar seu trabalho conhecendo a Natureza e Deus, para depois referir-se ao homem, começa indagando qual é a capacidade do intelecto humano para conhecer e demonstrar a verdade dos conhecimentos. Em outras palavras, a Filosofia começa pela reflexão, isto é, pela volta do pensamento sobre si mesmo para conhecer sua capacidade de conhecer.
O ponto de partida é o sujeito do conhecimento como consciência de si reflexiva, isto é, como consciência que conhece sua capacidade de conhecer. O sujeito do conhecimento é um intelecto no interior de uma alma, cuja natureza ou substância é completamente diferente da natureza ou substância de seu corpo e dos demais corpos exteriores.

## Segunda Grande Mudança
A segunda pergunta da Filosofia, depois de respondida a pergunta sobre a capacidade de conhecer, é: Como o espírito ou intelecto pode conhecer o que é diferente dele? Como pode conhecer os corpos da Natureza?
A resposta à pergunta acima constituiu a segunda grande mudança intelectual dos modernos, e essa mudança diz respeito ao objeto do conhecimento. Para os modernos, as coisas exteriores (a Natureza, a vida social e política) podem ser conhecidas desde que sejam consideradas representações, ou seja, ideias ou conceitos formulados pelo sujeito do conhecimento.
Isso significa, por um lado, que tudo o que pode ser conhecido deve poder ser transformado num conceito ou numa ideia clara e distinta, demonstrável e necessária, formulada pelo intelecto; e, por outro lado, que a Natureza e a sociedade ou política podem ser inteiramente conhecidas pelo sujeito, porque elas são inteligíveis em si mesmas, isto é, são racionais em si mesmas e propensas a serem representadas pelas ideias do sujeito do conhecimento.

## Terceira Grande Mudança
Essa concepção da realidade como intrinsecamente racional e que pode ser plenamente captada pelas ideias e conceitos preparou a terceira grande mudança intelectual moderna. A realidade, a partir de Galileu, é concebida como um sistema racional de mecanismos físicos, cuja estrutura profunda e invisível é matemática. O “livro do mundo”, diz Galileu, “está escrito em caracteres matemáticos.”
A realidade, concebida como sistema racional de mecanismos físico-matemáticos, deu origem à ciência clássica, isto é, à mecânica, por meio da qual são descritos, explicados e interpretados todos os fatos da realidade: astronomia, física, química, psicologia, política, artes são disciplinas cujo conhecimento é de tipo mecânico, ou seja, de relações necessárias de causa e efeito entre um agente e um paciente.
A realidade é um sistema de causalidades racionais rigorosas que podem ser conhecidas e transformadas pelo homem. Nasce a ideia de experimentação e de tecnologia (conhecimento teórico que orienta as intervenções práticas) e o ideal de que o homem poderá dominar tecnicamente a Natureza e a sociedade.
Predomina, assim, nesse período, a ideia de conquista científica e técnica de toda a realidade, a partir da explicação mecânica e matemática do Universo e da invenção das máquinas, graças às experiências físicas e químicas.
Existe também a convicção de que a razão humana é capaz de conhecer a origem, as causas e os efeitos das paixões e das emoções e, pela vontade orientada pelo intelecto, é capaz de governá-las e dominá-las, de sorte que a vida ética pode ser plenamente racional.
A mesma convicção orienta o racionalismo político, isto é, a ideia de que a razão é capaz de definir para cada sociedade qual o melhor regime político e como mantê-lo racionalmente.
Nunca mais, na história da Filosofia, haverá igual confiança nas capacidades e nos poderes da razão humana como houve no Grande Racionalismo Clássico. Os principais pensadores desse período foram: Francis Bacon, Descartes, Galileu Galilei, Pascal, Hobbes, Espinosa, Leibniz, Malebranche, Locke, Berkeley, Newton, Gassendi.